# Контский, Аполлинарий
Аполлина́рий Ко́нтский (пол. Apolinary Kątski; 23 октября 1825 года, Варшава — 29 июня 1879 года, там же) — польский и российский скрипач, композитор и педагог.

## Биография
Аполлинарий Контский родился 23 октября 1825 года в семье столичных польских музыкантов. Его брат Станислав тоже стал скрипачом, братья Антоний и Кароль — пианистами.
В возрасте четырёх лет начал обучение игре на скрипке под руководством отца, Гжегожа (Григория) Контского. В возрасте пяти лет выступал при императорском дворе в Санкт-Петербурге, исполняя концерт для скрипки Пьера Роде. В 1836—1849 гг. жил в Париже, брал уроки у Никколо Паганини.
Выступал в многих столицах Европы вместе со своими братьями и сестрой Вандой. В 1837 году выступал на коронации королевы Виктории в Лондоне. В 1849 году выступал в Кракове, в 1850 году в Варшаве.
В 1852 году стал солистом Императорских театров в Санкт-Петербурге как преемник Анри Вьётана. Занимался также камерной музыкой вместе с Антоном Рубинштейном, Теодором Лешетицким, Александром Даргомыжским и дочерью Вандой. Он основал струнный квартет, с которым его дочь выступала по всей Польше и России. В 1853 году он был назначен скрипачом царя России. В 1861 году он стал первым директором возрожденного Музыкального университета имени Фредерика Шопена.
В конце 1850-х годов вернулся в Варшаву. 26 января 1861 года основал Музыкальный Институт в Варшаве и стал преподавателем по классу скрипки. Среди его учеников, в частности, Тимоте Адамовский, Константин Горский, Зыгмунт Носковский и Станислав Барцевич.
В 1878 году он выступал на Парижской международной выставке вместе с Генрихом Венявским.
Он сочинил скрипичный концерт, квартет для четырёх скрипок, 24 этюда-каприса для скрипки и флейты, транскрипции, вариации, оперные фантазии («Фантазия на мотивы Лючия ди Ламмермур» была известна в его время) и множество других виртуозных произведений.
Аполлинарий Григорьевич Контский умер 29 июня 1879 года в возрасте 53 лет в родном городе.